# اسکامونین
اسکامونین (به انگلیسی: Scammonin) یک ترکیب شیمیایی با شناسه پاب‌کم ۶۴۴۴۰۰۹ است.